# Skarvkyrkgrunden
Skarvkyrkgrunden är en klippa i Finland.   Den ligger i kommunen Raseborg i den ekonomiska regionen  Raseborg  och landskapet Nyland, i den södra delen av landet, 100 km väster om huvudstaden Helsingfors.
Terrängen runt Skarvkyrkgrunden är mycket platt.  Närmaste större samhälle är Ekenäs, 18,8 km norr om Skarvkyrkgrunden. 